# Schlagregendichtheit
Die Schlagregendichtheit beschreibt das Vermögen einer Baukonstruktion oder einer Dichtung (z. B. eines Kompribandes), dem Regenwasser bei Schlagregen zu widerstehen.
Wird eine Konstruktion (z. B. eine Fassade) zusätzlich noch durch Wind angeströmt, bildet sich vor dieser Konstruktion ein Staudruck, welcher von der Windgeschwindigkeit abhängt. Dieser Staudruck treibt das Regenwasser noch zusätzlich durch die Abdichtung, so dass eine Schlagregensicherheit mit einem Druck in Pascal (Pa) angegeben wird. Eine Schlagregendichtheit von 600 Pa bedeutet beispielsweise, dass das Regenwasser auch unter Belastung von 600 Pa Druckdifferenz nicht durch eine Fugenabdichtung dringt.
Die Schlagregendichtheit wird in der EN 12208 definiert. Diese Norm ersetzt die DIN-Norm DIN 18055.
| Klasse nach DIN EN 12208 (Methode 1A)1 | Klasse nach DIN EN 12208 (Methode 1B)2 | Prüfdruck (Pa) | Dauer (min) |
| -------------------------------------- | -------------------------------------- | -------------- | ----------- |
| 1A                                     | 1B                                     | 0              | 15          |
| 2A                                     | 2B                                     | 50             | 20          |
| 3A                                     | 3B                                     | 100            | 25          |
| 4A                                     | 4B                                     | 150            | 30          |
| 5A                                     | 5B                                     | 200            | 35          |
| 6A                                     | 6B                                     | 250            | 40          |
| 7A                                     | 7B                                     | 300            | 45          |
| 8A                                     | -                                      | 450            | 50          |
| 9A                                     | -                                      | 600            | 55          |

1 1A = ungeschützter Einbau 
 2 1B = geschützter Einbau